# Olympos nationalpark
Olympos nationalpark är en nationalpark i Grekland som inrättades 1938 och blev den första regionen i Grekland med skyddsstatus. Den ligger i den norra delen av landet, 260 kilometer nordväst om huvudstaden Aten. Olympos nationalpark ligger 2 748 meter över havet.

## Djurliv
Vid massivet Olympos registrerades ungefär 150 olika fågelarter. Av dessa är 35 listade i annexet I av Europeiska unionens fågeldirektiv från 2009 och ytterligare 4 arter förtecknas i Greklands röda lista som sårbar eller ännu mer hotad. I området kring berget lever 24 kräldjursarter och 10 groddjursarter. De hittas vid massivets lägre och medelhöga delar. Antalet av registrerade däggdjursarter ligger vid cirka 40. Av dessa är ungefär hälften upptagna i EU:s habitatdirektiv. Typiskt för Olympos högsta regioner är en underart av gems, Rupicapra rupicapra balcanica.